# Franciszek Rozpłoch
Franciszek Rozpłoch (ur. 29 marca 1936 w Krostkowie) – polski profesor fizyki, prof. dr hab, emerytowany profesor Uniwersytetu Mikołaja Kopernika w Toruniu, profesor zwyczajny Kujawskiej Szkoły Wyższej we Włocławku Wydziału Nauk Społecznych i Technicznych.

## Życiorys
W 1959 uzyskał tytuł magistra (fizyka doświadczalna, promotor Kazimierz Antonowicz, Uniwersytet Mikołaja Kopernika w Toruniu). W 1970 obronił pracę doktorską (promotor K. Antonowicz, „Otrzymywanie i badanie węgla pirolitycznego”, UMK), a w 1986 uzyskał stopień doktora habilitowanego („Magnetooporność ujemna w węglu pirolitycznym”).
W 1971 otrzymał nagrodę MOiSW II stopnia.
W 1986 otrzymał międzynarodową nagrodę SIGRI (SGL).
W latach 1987–1990 prodziekan Wydziału Fizyki, Astronomii i Informatyki Stosowanej Uniwersytetu Mikołaja Kopernika w Toruniu. W latach 1987–2003 kierownik Zakładu Radiospektroskopii i Fizyki Węgla, po prof. Kazimierzu Antonowiczu.
W latach 1989–2010 zasiadał w zarządzie Towarzystwa Naukowego Societas Humboldtiana Polonorum.
Współzałożyciel Polskiego Towarzystwa Węglowego w 1989, zasiadał także w jego władzach (prezes w 1997-2005).
18 października 1993 nadano mu tytuł profesora w zakresie nauk fizycznych. Pracował jako asystent, a następnie adiunkt, docent i profesor w Instytucie Fizyki Uniwersytetu Mikołaja Kopernika w Toruniu. 
W 1996 uzyskał stanowisko profesora zwyczajnego.
W latach 1999–2002 pełnił funkcję dziekana Wydziału Fizyki, Astronomii i Informatyki Stosowanej Uniwersytetu Mikołaja Kopernika w Toruniu.
Piastował stanowisko profesora zwyczajnego w Kujawskiej Szkole Wyższej we Włocławku na Wydziale Nauk Społecznych i Technicznych.
Był promotorem 7 prac doktorskich i recenzentem w łącznie kilkudziesięciu przewodach doktorskich i habilitacyjnych.
Autor ponad 200 publikacji naukowych.